# Xiropotámu kolostor
A Xiropotámu kolostor (görögül Μονή Ξηροποτάμου) Athosz húsz kolostorának egyike. A „Szent Hegy” néven is ismert ortodox kolostorköztársaság hierarchiájában a nyolcadik helyet foglalja el. Jelenleg fennálló épületei a 18. századból származnak. Néhány tucat görög szerzetes otthona. A kolostorban őrzik a Szent Hegy legnagyobb ikongyűjteményét.

## Fekvése
A Halkidikí-félsziget keleti nyúlványán elterülő Athosz-hegyi Köztársaság területén, az Athosz-félsziget nyugati részén, a Dáfni és Kariész közötti út mentén 200 m tengerszint feletti magasságban elterülő fennsíkon fekszik.

## Története
A hagyomány szerint alapítása 424-re nyúlik vissza, hiteles források szerint azonban csak a 10. században kezdték el építését. Alapítója Xeropotamiai Pál szerzetes volt. Ezen kolostor szerzetesi életformája 1661-ig cenobita volt, ezt követően anakoréta, 1981-től azonban ismét cenobita.
| Év      | 1903 | 1959 | 1968 | 1978 | 1988 | 2000 |
| ------- | ---- | ---- | ---- | ---- | ---- | ---- |
| Létszám | 106  | 43   | 36   | 22   | 38   | 40   |

## Galéria

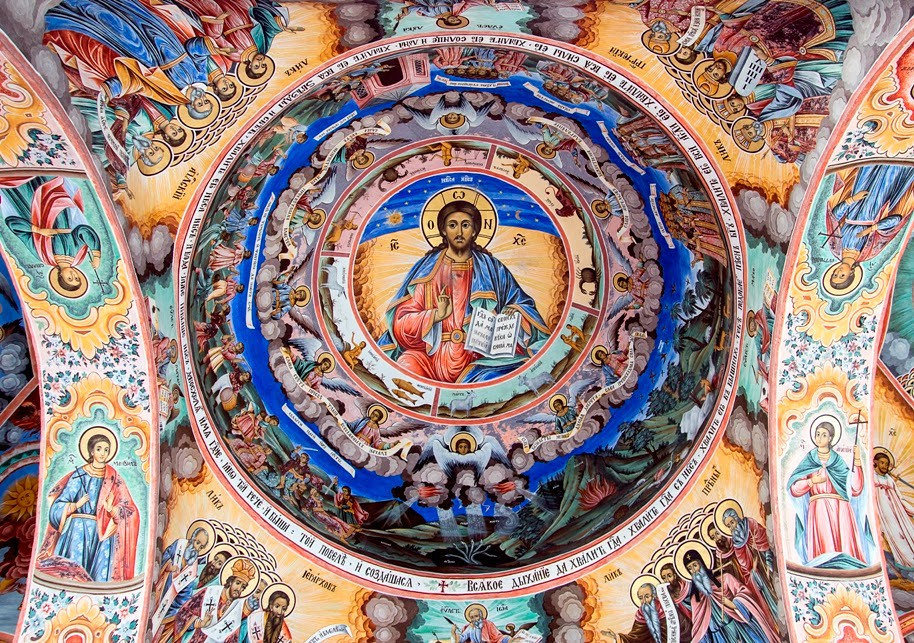
Athosz freskóinak egyike
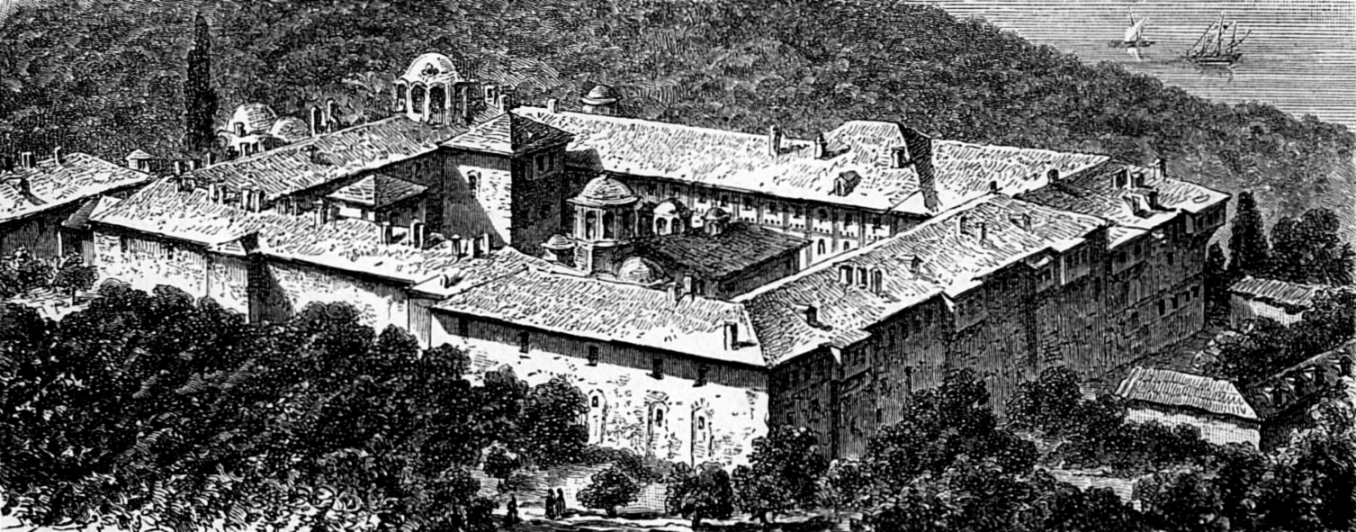
Xeropotamou kolostor (rajz, 1894)
Athosz kolostorai
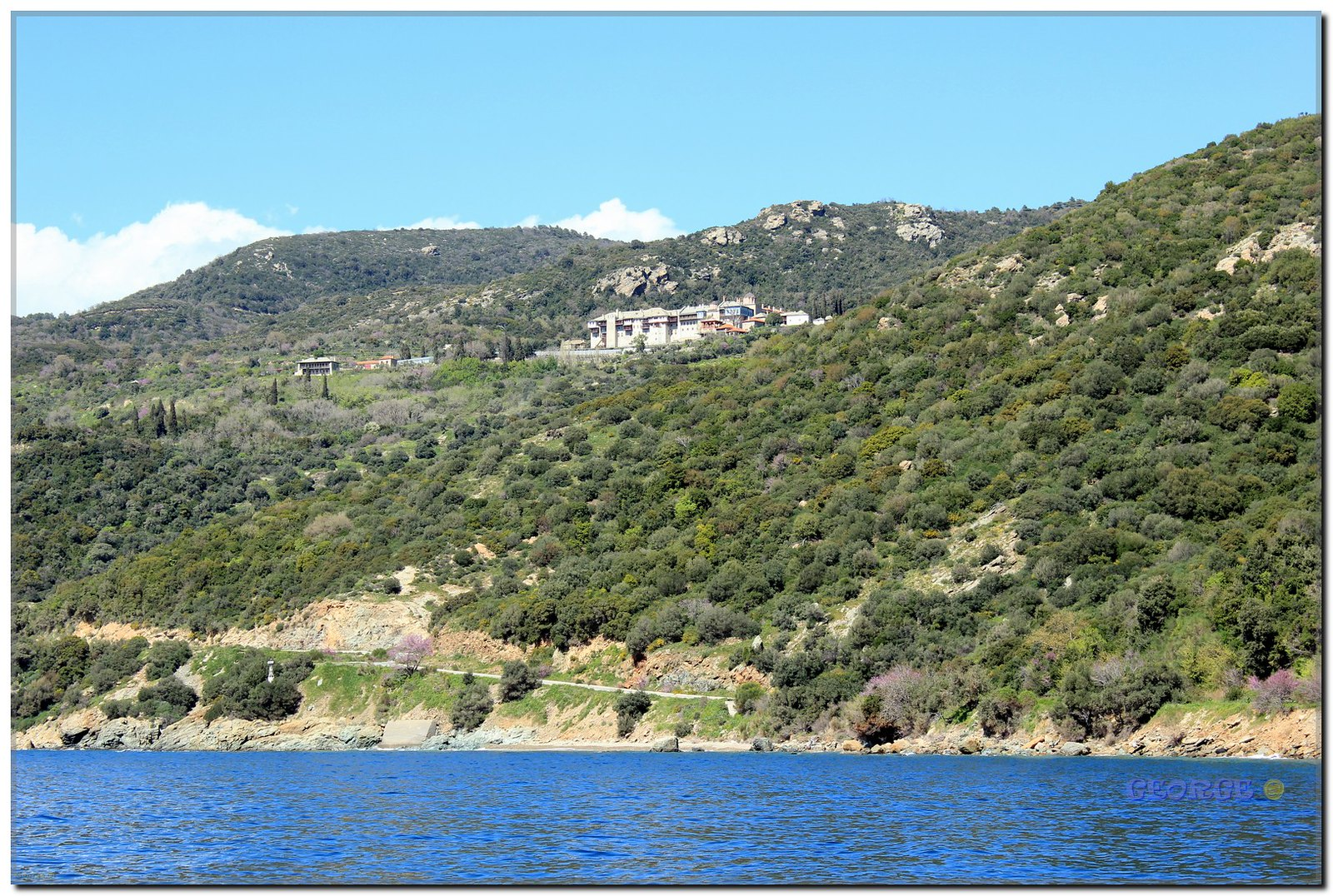
Xeropotamou kolostor a Szent Hegyen

## Nevezetességei
- Itt őrzik a Szent Kereszt ereklye legnagyobb fennmaradt darabját.
- Könyvtárában több mint ötszáz kéziratot és megközelítőleg négyezer nyomtatványt őriznek.
- A Szent Negyven vértanúk tiszteletére szentelt szentélyét 1761-ben emelték, freskói 1783-ból származnak.
- A kolostor Athosz leggazdagabb ikongyűjteményével rendelkezik.
- A kolostornak 16 kápolnája van.

## Fordítás
- Ez a szócikk részben vagy egészben a Kloster Xeropotamou című német Wikipédia-szócikk ezen változatának fordításán alapul.  Az eredeti cikk szerkesztőit annak laptörténete sorolja fel. Ez a jelzés csupán a megfogalmazás eredetét és a szerzői jogokat jelzi, nem szolgál a cikkben szereplő információk forrásmegjelöléseként.